# Luis de Carlos
Luis de Carlos Ortíz (Madrid, 16 de marzo de 1907-ibídem, 27 de mayo de 1994), fue el presidente del Real Madrid Club de Fútbol desde septiembre de 1978 hasta mayo de 1985.

## Biografía
Casado con María de la Concepción Grau, tuvo tres hijos, José Manuel, Jaime y Alfonso. Su nieto Luis de Carlos Bertrán ocupa en la actualidad el cargo de socio-director del despacho de abogados Uría Menéndez. 

### Real Madrid
Socio del club desde 1942 y directivo desde 1957, sustituyó a su mentor y amigo Santiago Bernabéu al fallecimiento de este, tras renunciar a ocupar el cargo Raimundo Saporta, a quien todo el mundo apuntaba como sucesor. Durante su mandato se caracterizó por su señorío y caballerosidad, manteniendo en todo momento los valores del "madridismo", lo que le hizo acreedor de un reconocimiento unánime del mundo del fútbol. En 1985 decide retirarse voluntariamente coincidiendo con la conquista de la primera Copa de la UEFA. Convocadas nuevas elecciones, el club queda en manos de Ramón Mendoza como único candidato, a quien De Carlos había derrotado de forma contundente en las elecciones a la Presidencia del Real Madrid en 1982.
Con él como presidente, el Real Madrid conquistó 2 Ligas, 2 Copas del Rey y 1 Copa de la UEFA. En este periodo entrenaron al equipo Vujadin Boškov, Luis Molowny, Alfredo Di Stéfano y Amancio Amaro.
También bajo su presidencia se llevó a cabo una importantísima remodelación del Estadio Santiago Bernabéu para ser sede de la Copa Mundial de Fútbol de 1982, de la que albergó varios partidos, entre ellos la final.
Recibió la insignia de oro del FC Barcelona.
Durante el primer mandato de Florentino Pérez, el Real Madrid creó en su honor un foro de opinión con su nombre: "Foro Luis De Carlos".